# Crane (Familienname)
Crane (engl. für Kran oder Kranich) ist ein englischer Familienname.

## Namensträger

### Künstlername
- Crane (* 1986), niederländischer Rapper, siehe Kraantje Pappie

### Familienname
- Andy Crane (* 1967), englischer Fußballspieler
- Arthur G. Crane (1877–1955), US-amerikanischer Politiker
- Barbara Crane (1928–2019), amerikanische Fotografin
- Barry Crane (1927–1985), US-amerikanischer TV-Regisseur und TV-Produzent und Bridge-Spieler
- Ben Crane (* 1976), US-amerikanischer Golfspieler
- Bob Crane (1928–1978), US-amerikanischer Schauspieler
- Brandon Crane (* 1976), US-amerikanischer Schauspieler
- Brian Crane (* 1949), US-amerikanischer Comiczeichner
- Bruce Crane (1856–1937), US-amerikanischer Landschaftsmaler des Tonalismus
- Callum Crane (* 1996), schottischer Fußballspieler
- Caprice Crane (* 1970), US-amerikanische Schriftstellerin und Drehbuchautorin
- Charles Richard Crane (1858–1939), US-amerikanischer Geschäftsmann und Politiker
- Conrad Crane (* um 1950), US-amerikanischer Militärstratege
- Dan Crane (1936–2019), US-amerikanischer Politiker
- Dan Crane (Fußballspieler) (* 1984), englischer Fußballspieler
- Darla Crane (* 1966), US-amerikanische Pornodarstellerin
- David Crane (Jurist) (* 1950), US-amerikanischer Jurist, Chefankläger am Sondergerichtshof für Sierra Leone
- David Crane (Programmierer) (* 1953), US-amerikanischer Programmierer
- David Crane (Produzent) (* 1957), US-amerikanischer Drehbuchautor und Fernsehproduzent
- David Crane (Spieleentwickler) (* 1955), US-amerikanischer Spieleentwickler
- David W. Crane (* 1959), US-amerikanischer Jurist und Industriemanager
- Eli Crane (* 1980), US-amerikanischer Politiker
- Eva Crane (1912–2007), britische Bienenforscherin
- Evan J. Crane (1889–1966), US-amerikanischer Chemiker
- Frans Crane (* 1954), niederländischer Fußballspieler
- Fred Crane (1918–2008), US-amerikanischer Schauspieler und Hörfunkmoderator
- Fred Crane (Musiker) (1930–1985), US-amerikanischer Jazzmusiker
- Gregory Crane (* 1957), US-amerikanischer Klassischer Philologe
- H. Richard Crane (1907–2007), US-amerikanischer Physiker
- Hart Crane (1899–1932), US-amerikanischer Dichter
- Hewitt D. Crane (1927–2008), US-amerikanischer Computerpionier
- Ichabod Crane (1787–1857), US-amerikanischer Offizier
- Jeanee Crane-Mauzy (* 1996), amerikanisch-vanuatuische Freestyle-Skierin
- John Crane (Fußballspieler) (1909–1990), englischer Fußballspieler
- John Crane (* um 1956), US-amerikanischer Regierungsbeamter
- Joseph Halsey Crane (1782–1851), US-amerikanischer Jurist und Politiker
- L. Stanley Crane (1915–2003), amerikanischer Eisenbahnmanager
- Les Crane (1933–2008), US-amerikanischer Moderator
- Margaret Crane, amerikanische Erfinderin und Grafikdesignerin
- Martin McNulty Crane (1853–1943), US-amerikanischer Politiker
- Melinda Crane (* 1956), US-amerikanische Journalistin und Moderatorin
- Michael Joseph Crane (1863–1928), US-amerikanischer Geistlicher, Weihbischof in Philadelphia
- Moses G. Crane (1835–1898), US-amerikanischer Unternehmer, Erfinder und Kommunalpolitiker
- Norma Crane (1928–1973), US-amerikanische Schauspielerin
- Peter Crane (* 1954), britischer Botaniker und Paläontologe
- Phil Crane (1930–2014), US-amerikanischer Politiker
- Richard Crane (Diplomat) (1882–1938), US-amerikanischer Diplomat
- Richard Crane (Schauspieler) (1918–1969), US-amerikanischer Schauspieler
- Robert Dickson Crane (1929–2021), US-amerikanischer Jurist und muslimischer Aktivist
- Roy Crane (1901–1977), US-amerikanischer Comiczeichner
- Simon Crane (* 1960), britischer Stuntman und Schauspieler
- Stanley Crane (1878–1960), englischer Fußballspieler
- Stephen Crane (Politiker) (1709–1780), US-amerikanischer Politiker
- Stephen Crane (Offizier) (1828–1862), US-amerikanischer Offizier
- Stephen Crane (Autor) (1871–1900), US-amerikanischer Schriftsteller
- Steve Crane (* 1972), englischer Fußballspieler
- Susan Crane (* 1630), englische Adlige
- Susan A. Crane, US-amerikanische Historikerin (dnb.de)
- Susan Crane (Aktivistin), US-amerikanische Friedensaktivistin
- Tim Crane (* 1962), britischer Philosoph
- Tony Crane (* 1945), englischer Musiker, siehe The Merseybeats
- Tony Crane (Fußballspieler) (* 1982), englischer Fußballspieler
- Vincent Crane (1943–1989), britischer Rockmusiker
- Walter Crane (1845–1915), englischer Maler und Illustrator
- Whitfield Crane (* 1968), US-amerikanischer Rocksänger
- Winthrop M. Crane (1853–1920), US-amerikanischer Politiker

### Fiktive Figuren
- Dr. Frasier Crane, Protagonist der Fernsehserie Frasier